# Владислав Сконецки
Владислав Сконецки (на полски: Władysław Skonecki) е полски тенисист.

## Биография
Владислав Сконецки е роден на 13 юли 1920 г. в Томск, СССР.

## Кариера
Владислав Сконецки играе първия си турнир през 1945 г. на полското национално първенство.
Той е шампион на Полша, двукратен победител в шампионата на Монте Карло и представя отбора на Полша за Купа Дейвис.
Най-важните моменти в кариерата му са спечелването на Международното първенство в Будапеща през 1949 г., Международното първенство в Бад Нойенар през 1951 г., Шампионата на Италианската Ривиера в Санремо през 1953 г., и турнира Ортизей 1953 г.
През 1955 г. Сконецки печели 12 титли на сингъл за сезона, австрийското международно първенство, британското първенство на закрито, клубното първенство в Кан Галия, първенството на Монте Карло, първенството на Ривиерата, първенството на Южна Франция и международното в Сао Пауло.
Владислав Сконецки печели първенството на Централна Индия през 1955 и 1956 г. и първенството на Цейлон през 1955 г. През 1955 г. печели шампионата на Западен Берлин. Печели финалния си турнир на закрито в Полша през 1965 г. Сконецки играе своя финален турнир в Екс ан Прованс, през 1967 г.
Владислав Сконецки почива  на 12 юни 1983 г. във Виена, Австрия.

## Кариерна статистика
- Списъкът е непълен

### Финали
|        | П–З | Година | Турнир                | Клас | Настилка | Опонент        | Резултат           |
| ------ | --- | ------ | --------------------- | ---- | -------- | -------------- | ------------------ |
| Победа |     | 1953   | Монте Карло Мастърс   |      | Клей     | Ярослав Дробни | 6–3, 6–4, 11–9     |
| Победа |     | 1953   | Италианска Ривиера    |      | Клей     | Джовани Кучели | 6–3, 6–1, 6–3      |
| Победа |     | 1955   | Монте Карло Мастърс   |      | Клей     | Бъдж Пати      | 6–4, 6–2, 8–6      |
| Победа |     | 1955   | Австрия Оупън Кицбюел |      | Клей     | Луис Аяла      | 6–3, 6–2, 4–6, 6–2 |